# Futbol'nyj Klub Saturn Moskovskaja oblast'
Il Futbol'nyj Klub Saturn Moskovskaja oblast' (in russo Футбольный клуб «Сатурн» Московская область?, it. FK Saturn oblast' di Mosca), noto anche come Saturn Ramenskoe o semplicemente Saturn, è una società calcistica russa con sede nella città di Ramenskoe.

## Storia
Il club venne fondato nel 1946 inizialmente come Snaiper e, dal 1951 come Krylya Sovetov; nel 1958 e per solo due stagioni si chiamò Trud; dal 1960 assunse la denominazione finale di Saturn.
Partecipò alla terza serie del campionato sovietico per due stagioni: nel 1968 e nel 1969. Vi fece ritorno nel 1988, rimanendovi un altro anno, prima di retrocedere in quarta serie.
Con la nascita del campionato russo fu ammesso in terza serie; nel 1993 fu retrocesso in quarta serie, ma nelle due stagioni successive riuscì ad ottenere due promozioni consecutive, arrivando per la prima volta in seconda serie.
Nel 1998, dopo tre anni in seconda serie, vinse il campionato, ottenendo la promozione in massima serie. Vi rimase stabilmente ottenendo sempre posizioni di centro classifica.
Tra il febbraio 2002 e il gennaio 2004 ebbe il nome di Saturn-REN TV, denominazione data dalla sponsorizzazione dell'emittente televisiva REN TV.
Ottenne il miglior piazzamento in campionato nel 2007 quando terminò quinto e si qualificò per la Coppa Intertoto 2008: la prima avventura europea del Saturn finì quasi subito; ammessa al secondo turno, eliminò i lussemburghesi dell'Etzella Ettelbruck, per essere eliminati al terzo dai tedeschi dello Stoccarda.
Nella stagione 2018-2019 milita nella Pervenstvo Professional'noj Futbol'noj Ligi, la terza serie del campionato russo di calcio.

## Stadio
Lo Stadio Saturn, che ospitava le partite interne, ha una capacità di 16.726 spettatori.

## Palmarès

### Competizioni nazionali
- Pervyj divizion: 1

1998

### Altri piazzamenti
- Coppa di Russia:

Semifinalista: 2001-2002, 2005-2006
- Vtoroj divizion:

Secondo posto: 1995 (Girone Centro)
- Coppa Intertoto UEFA:

Finalista: 2008

## Statistiche e record

### Partecipazione ai campionati
| Livello | Categoria             | Partecipazioni | Debutto   | Ultima stagione | Totale |
| ------- | --------------------- | -------------- | --------- | --------------- | ------ |
| 1º      | Vysšaja Divizion      | 3              | 1999      | 2001            | 12     |
| 1º      | Prem'er-Liga          | 9              | 2002      | 2010            | 12     |
| 2º      | Pervaja liga          | 2              | 1996      | 1997            | 3      |
| 2º      | Pervyj divizion       | 1              | 1998      | 1998            | 3      |
| 3º      | Klass B               | 2              | 1968      | 1969            | 13     |
| 3º      | Vtoraja Liga (URSS)   | 2              | 1988      | 1989            | 13     |
| 3º      | Vtoraja Liga (Russia) | 3              | 1992      | 1995            | 13     |
| 3º      | PPF Ligi              | 6              | 2014-2015 | 2020-2021       | 13     |
| 4º      | Vtoraja Nizšaja Liga  | 2              | 1990      | 1991            | 3      |
| 4º      | Tret'ja Liga          | 1              | 1994      | 1994            | 3      |